# Sewerynka (struga)
Sewerynka – struga, lewy dopływ Mławki, o długości 18,12 km. 
Wypływa w powiecie mławskim, gminie Stupsk i początkowo płynie w kierunku zachodnim. Przepływa pod drogą krajową nr 7 a następnie mija miejscowości Kosiny Kapiczne i Kosiny Bartosowe, po czym zmienia kierunek na południowy. Po minięciu wsi Zalesie zmienia kierunek na zachodni, mija miejscowość Kowalewko i naprzeciwko wsi Grądek wpada do Mławki.